# Ján Varholík
Ján Varholík (* 28. únor 1970) je bývalý slovenský hokejový obránce.

## Reprezentace
Statistiky reprezentace na Mistrovstvích světa a Olympijských hrách:
| Turnaj             | Místo konání                          | Z  | G | A | B  | Umístění      | Soupisky          |
| ------------------ | ------------------------------------- | -- | - | - | -- | ------------- | ----------------- |
| MS 1994 (skup.C/1) | Slovensko (Poprad a Spišská Nová Ves) | 6  | 5 | 2 | 7  | Zlatá medaile |                   |
| ZOH 1994           | Norsko (Lillehammer)                  | 6  | 0 | 2 | 0  | 6. místo      | Soupiska ZOH 1994 |
| MS 1995 (skup.B)   | Slovensko (Bratislava)                | 7  | 2 | 4 | 6  | Zlatá medaile |                   |
| MS 1996            | Rakousko (Vídeň)                      | 5  | 0 | 0 | 0  | 10. místo     | Soupiska MS 1996  |
| SP 1996            | Severní Amerika, Evropa               | 3  | 0 | 1 | 1  | 7. místo      | Soupiska          |
| ZOH 1998           | Japonsko (Nagano)                     | 4  | 0 | 0 | 0  | 10. místo     | Soupiska ZOH 1998 |
| Celkem na MS (2x)  |                                       | 18 | 7 | 6 | 13 |               |                   |
| Celkem na ZOH (2x) |                                       | 10 | 0 | 2 | 2  |               |                   |